# سن-دنی-سور-ریشولیو، کبک
سن-دونی-سور-ریشولیو (به فرانسوی: Saint-Denis-sur-Richelieu) شهری در منطقه شهری لا وله-دو-ریشولیو ناحیه مونترژی در استان کبک کانادا است. در سرشماری سال ۲۰۱۱ این شهر ۲٬۲۷۲ نفر جمعیت داشته‌است و مساحت آن ۸۲٫۲ کیلومتر مربع است.